# ليزلي توماس
ليزلي توماس (بالإنجليزية: Leslie Thomas)‏ (و. 1931 – 2014 م) هو كاتب من المملكة المتحدة، وويلز، ولد في نيوبورت، توفي في ويلتشاير، عن عمر يناهز 83 عاماً.

## الخدمة العسكرية
خدم في الجيش البريطاني.

## جوائز
حصل على جوائز منها:
- جائزة المنافسة العامة [الإنجليزية]‏ (1946)
- قائد الفنون والآداب

## وصلات خارجية
- ليزلي توماس على موقع IMDb (الإنجليزية)
- ليزلي توماس على موقع قاعدة بيانات الفيلم (الإنجليزية)

- ليزلي توماس في قاعدة بيانات الأفلام على الإنترنت